# Emanuele Repetti
Emanuele Repetti (ur. 1776 w Carrarze, zm. 1852 we Florencji) – włoski geograf i historyk.
Ripetti uczył się najpierw w Carrarze, a następnie studiował w Rzymie na wydziale chemii Università di Roma. Po otrzymaniu tytułu magistra farmacji, wrócił na krótki czas do Carrary, po czym wyjechał do Florencji, gdzie do roku 1829 pracował jako farmaceuta. W międzyczasie zainteresowała go historia i nauki przyrodnicze. W 1830 rozpoczął prace nad Dizionario Geografico Fisico Storico della Toscana, którego kolejne części ukazywały się w latach 1833-1846. Ta najbardziej znana z jego prac opisywała historię i życie małych miasteczek Toskanii.